# Îles Marshall aux Jeux olympiques d'été de 2016
Les Îles Marshall participent aux Jeux olympiques d'été de 2016 à Rio de Janeiro, au Brésil. Il s'agit de leur 3e participation aux Jeux olympiques d'été ; le pays n'avait pas remporté de médaille aux Jeux précédents.
Les Îles Marshall sont représentées par cinq athlètes : parmi eux, Mathlynn Sasser, une haltérophile de 19 ans invitée par la commission tripartite.

## Athlétisme
Note : le rang attribué pour les courses correspond au classement de l'athlète dans sa série.
| Athlète        | Épreuve      | Séries   | Séries | Quarts de finale | Quarts de finale | Demi-finales  | Demi-finales  | Finale        | Finale        |
| Athlète        | Épreuve      | Résultat | Rang   | Résultat         | Rang             | Résultat      | Rang          | Résultat      | Rang          |
| -------------- | ------------ | -------- | ------ | ---------------- | ---------------- | ------------- | ------------- | ------------- | ------------- |
| Richson Simeon | 100 m hommes | 11 s 81  | 8e     | Eliminé          | Eliminé          | Eliminé       | Eliminé       | Eliminé       | Eliminé       |
| Mariana Cress  | 100 m femmes | 13 s 20  | 6e     | Non qualifiée    | Non qualifiée    | Non qualifiée | Non qualifiée | Non qualifiée | Non qualifiée |

## Haltérophilie
| Athlète         | Compétition   | Arraché  | Arraché | Épaulé-Jeté | Épaulé-Jeté | Total    | Total |
| Athlète         | Compétition   | Résultat | Rang    | Résultat    | Rang        | Résultat | Rang  |
| --------------- | ------------- | -------- | ------- | ----------- | ----------- | -------- | ----- |
| Mathlynn Sasser | -58 kg femmes | 87 kg    | 11e     | 112 kg      | 10e         | 119 kg   | 11e   |

## Natation
| Athlète          | Épreuve                | Séries   | Séries | Demi-finales  | Demi-finales  | Finale        | Finale        |
| Athlète          | Épreuve                | Résultat | Rang   | Résultat      | Rang          | Résultat      | Rang          |
| ---------------- | ---------------------- | -------- | ------ | ------------- | ------------- | ------------- | ------------- |
| Giordan Harris   | 50 m nage libre hommes | 25 s 81  | 63e    | Non qualifié  | Non qualifié  | Non qualifié  | Non qualifié  |
| Colleen Furgeson | 50 m nage libre femmes | 28 s 81  | 58e    | Non qualifiée | Non qualifiée | Non qualifiée | Non qualifiée |